# 2026 год в боксе
2026 год в боксе.

## Рекорды и значимые события

### Награды
- Боксёр года —
- Бой года —
- Нокаут года —
- Апсет года —
- Возвращение года —
- Событие года —
- Раунд года —
- Проспект года —
- Тренер года —